# Klopka – Die Falle
Klopka – Die Falle (serbisch Клопка, Klopka) ist ein Spielfilm aus dem Jahre 2007, der in serbisch-deutsch-ungarischer Co-Produktion entstand. Regie führte Srđan Golubović. Es ist die Verfilmung eines Theaterstücks von Nenad Teofilović.

## Handlung
Mladen und Marija sind ein glückliches Paar in Belgrad. Dies ändert sich als bei ihrem gemeinsamen Sohn Nemanja eine Herzerkrankung diagnostiziert wird, die eine 26.000,– € teure Operation in Deutschland verlangt. Mit dieser Summe ist das Paar überfordert. Mladen arbeitet in einer staatlichen Baufirma und Marija ist Lehrerin. Sie gehören damit zwar zur Intelligenz, aber als Beschäftigte von staatlichen Institutionen zu den schlecht bezahlten Einwohnern Belgrads. Marija liest häufig Annoncen in Zeitungen, wo Eltern für ihre kranken Kinder um Spenden bitten. Mladen ist nicht vom Erfolg einer solchen Aktion überzeugt, aber Marija gibt dennoch ohne Wissen ihres Mannes eine solche Annonce auf. Nach einiger Zeit meldet sich ein Mann auf diese Anzeige und Mladen trifft sich mit ihm. Dieser Kosta Antić ist bereit, Mladen das Geld zu geben. Mladen ist überrascht, aber überglücklich. Seine Stimmung ändert sich erst, als Antić auch eine Forderung stellt. Mladen soll für die Zahlung von 30.000,– € einen Geschäftsmann und Konkurrenten von Antić töten. Mladen lehnt ab.
Nach einiger Zeit werden die Prognosen für die Gesundheit Nemanjas schlechter und die Operation umso notwendiger. Obwohl Mladen Antićs Vorschlag gegenüber eher ablehnend war, erhält er einen weiteren Anruf, in dem ihm ein Versteck mitgeteilt wird. Trotz seiner Gewissensbisse fährt Mladen zu dem Versteck und findet einen Revolver und einen Brief von Antić. Mladen versteckt die Waffe, holt sie aber wieder heraus, nachdem er einen Vorschuss über 3000 € erhalten hat und immer weniger Hoffnung verspürt, das Geld für die Operation seines Sohnes anderweitig aufzutreiben. Auch die Banken wollen ihm keinen Kredit geben. Er beobachtet den Geschäftsmann und stellt fest, dass dieser mit Jelena verheiratet ist. Mladen kennt Jelena vom Spielplatz, wo sich deren Tochter mit Nemanja angefreundet hat. Die Gewissensbisse werden noch größer, dennoch erschießt er den Ehemann von Jelena vor deren Haustür und flieht.
Mladen ist überzeugt davon, dass er die Operation bald bezahlen kann, doch erzählt seiner Frau nichts von der Mordtat. Sein Gewissen plagt ihn und die Gewissensbisse werden noch größer, als er feststellen muss, dass Antić nicht Wort hält und nicht bezahlt. Mladen macht Antić ausfindig und bedroht ihn, doch es stellt sich heraus, dass Antić hoch verschuldet ist und den Auftragsmord nur einfädelte, um den Geldproblemen mit Jelenas Mann aus dem Weg zu gehen.
Als Jelena schließlich von Mladens krankem Sohn erfährt und aus Eigeninitiative heraus das benötigte Geld auf das annoncierte Konto spendet, werden die Gewissensbisse Mladens so groß, dass er eine Unterredung mit Jelena sucht, um sein Gewissen zu befreien. Er übergibt ihr die Mordwaffe, doch sie schickt ihn wieder fort. Als er ihre Wohnung verlässt, trifft der Bruder des Ermordeten gerade ein. Wenig später wird Mladen an einer Ampel wartend aus Jelenas Wagen erschossen.

## Hintergrund
Der Film erlebte seine Welturaufführung am 12. Februar 2007 auf der Berlinale 2007 im Rahmen des Internationalen Forums des jungen Films. Er wurde am 23. Februar 2007 erstmals in Serbien auf dem Belgrader Filmfestival gezeigt. In Deutschland kam der Film im Oktober 2007 in die Kinos. Es ist der zweite Spielfilm des jungen serbischen Regisseurs Srđan Golubović.

## Kritiken
„Mit dramaturgischer Präzision treibt Golubovic seinen Helden in die Ausweglosigkeit. Dabei lädt er ihm nicht nur individuelle Gewissenskonflikte, sondern auch das Dilemma der serbischen Nachkriegsgesellschaft auf die Schultern, in der das gelähmte Bürgertum am Abgrund steht und die kriminelle Oligarchie die Fäden zieht. Auch wenn mit keiner Einstellung auf die zurückliegenden Kriege Bezug genommen wird: In fast jedem Bild ist zu erkennen, wie müde die Menschen von den Anstrengungen der unsichtbaren Vergangenheit und der kompromisslosen Gegenwart sind.“

„Mit der differenzierten Bildsprache, die ihren ureigenen Stil zwischen Close-Ups und Inszenierung der stadträumlichen Architektur findet, beweist KLOPKA - DIE FALLE einen filmkünstlerischen Umgang mit dem Thema, der jenseits platter Metaphorik auf das Persönliche der Geschichte verweist. Auch wenn der Protagonist vom sorgenden Vater zum Monster mutiert – eine moralische Verurteilung gibt es nicht.“

## Auszeichnungen
- Grand Prix auf dem Internationalen Filmfestival Sofia, Bulgarien